# 寺内タケシ
寺内 タケシ（てらうち タケシ、本名は同じ読みで「寺内 武」、1939年1月17日 - 2021年6月18日）は、日本のギタリストである。作曲家、編曲家、音楽プロダクション経営者、実業家としての顔を持つ。茨城県新治郡土浦町祇園町（現・土浦市）出身。ニックネームは「テリー」「エレキの神様」「寺さん」。1962年に「寺内タケシとブルージーンズ」を結成。その後バニーズや第二期ブルージーンズなども結成した。1500校を超える高校を回り「ハイスクール・コンサート」を開催。ロシア、アメリカ合衆国、ブラジル、台湾などの各国でも公演を行った。代表曲は『太陽に叫ぼう』（ブルージーンズ）、『太陽の花』『悪魔のベビー』（バニーズ）など。

## 生い立ち
父、龍太郎は茨城県の保守系地方議員であり、土浦市議会議長を務め、筑波研究学園都市の推進役として知られた。また、映画館や電器屋などを手広く手がけた実業家でもあった。母、初茂は鶴岡流小唄と草紙庵流三味線の家元で、母の三味線演奏技術について寺内は「母を超えたとは到底言えない」と回想している。父親が経営していた映画館土浦セントラルシネマズは、現在、寺内の弟が経営している。
土浦市立土浦幼稚園を卒園。元々は兄がギターを弾いていて強い興味を持っていたが、触ることを許されなかった。その兄が徴兵されて出征したため、兄のギターを独占できるようになり、5歳のときから母の三味線を手本にギターを練習した。その後より大きな音を出せるようにと、自作のピックアップを製作、兄のギターに搭載しエレキギターへ改造したという。寺内は9歳の時を皮切りに合計10度、父親に勘当されたという。最初の自作ギターが1年で壊れた後、近所の職人にソリッド・ボディー・ギターを作らせた。1949年、PAを自作し、後に初期ブルージーンズのコンサートで使用している。
バンドを結成したところ、父親から「一度でも一科目で一番を取れば、好きなだけギターをやってもよい」と懇願されて勉強し、期末テストで一位を取った。父親から「お前はやれば出来るんだから、このまま成績を保て」と言われたが、寺内は「やれば出来るんだから、やらない」と勉強をやめた。
タケシのやんちゃぶりに手を焼いた父親は、茨城県立土浦第三高等学校に進学させて真船始校長宅に寄宿させた。同校では入学直後にマンドリン・クラブを創設した。明治大学マンドリン部創設者の古賀政男から誘われ明治大学へ進学したが、家業を継がせたい父親によって「1週間で退学させられ」、関東学院大学工学部電気科へ入学し直した。

## クレージー・ウエストからマウンテン・プレイボーイズまで
寺内は、大学在学中から早くもプロとして活動した。在日米軍キャンプで演奏し、ミッキー・カーチスと出会ったのを機に彼のウエスタン・バンド「クレージー・ウエスト」に参加。寺内の加入後に他のメンバー全員が脱退したため、新メンバーを集め復活。札幌のジャズ喫茶での公演前に岩倉忠が入院したため、代わりのベーシストとして碇矢長一（後のいかりや長介）を採用した。これが当時ロカビリーをやっていた碇矢のウエスタンへの転身だった。
その後、米軍上瀬谷キャンプ（神奈川県横浜市）で、「ジミー時田とマウンテン・プレイボーイズ」のベースをしていた碇矢と再会して、寺内も移籍したが、やがて時田からクビを宣告される。しかしこれは、この頃ブームになっていたロカビリーに参入するため、この時の事務所「東京ハワイアンズ」の作戦で、寺内は1962年8月、ほりまさゆきがヴォーカルを担当するロカビリーバンド「寺内タケシとブルー・ジーンズ」を結成。

## 第1期ブルージーンズ結成
1962年の結成当時はロカビリー色の強かったブルージーンズだが、1963年1月のステージ転落事故を機にエレキバンド化を決意、メンバーを入れ替えた。この頃、ロカビリー出身の内田裕也や、「ザ・スパイダース」のセカンドギターだった加瀬邦彦が加入。
1965年、日本公演中の「ザ・ベンチャーズ」と共演した寺内タケシは、容易にチョーキングを繰り出すノーキー・エドワーズを不思議に思い、リハーサル時に中座した隙を狙って彼のモズライトを弾いてみたところ、弦が細いことに驚愕し「こんなに弦が細ければグリス（当時はチョーキングをこう呼んでいた）が楽に出来る訳だ」「指立て伏せしたりして必死になって握力を鍛えていた俺は何だったんだ」と語っている。ちなみに、この細い弦は、ノーキー・エドワーズが発案したとされるライトゲージ弦「スリンキー（アーニー・ボール社へ制作依頼）」である。1966年、日本公演中のザ・ベンチャーズのドン・ウイルソンが、息子の落馬死亡事故で帰国したため、寺内が代役でリズム・ギターを務めた。
ヤマハから寺内のオリジナルモデルSG7（通称ブルージーンズ・カスタム）が発売された。ただし最初は寺内の許可が無く、ブルージーンズの名を冠していない。この頃から『津軽じょんから節』に代表される民謡にも取り組み、エレキギターで民謡を演奏する「エレキ民謡」に取り組んだ。植木等の『遺憾に存じます』のバックバンドを務め、1965年のNHK紅白歌合戦に出場しているほか、加山雄三主演映画『海の若大将』『エレキの若大将』（東宝映画）にも出演。1966年、結核性リンパ腺炎で入院したが、後に誤診と判明し、実際は過労であったという。

## バニーズ誕生、第2期ブルージーンズ結成
療養生活後、渡辺プロダクションとの確執などからブルージーンズを脱退し、音楽事務所「寺内企画」を立ち上げた。寺内企画は複数のグループ・サウンズ（GS）が所属し、寺内のスパルタ教育で知られた。彼は、輿石秀之らを迎えて、インスト曲とヴォーカル曲を両立させたGSバンド「寺内タケシとバニーズ」を結成。バニーズ時代の代表曲には『太陽の花』（1968年）がある。
その後、バニーズを脱退して第二期ブルージーンズを結成。一方で、第一期ブルージーンズがメンバーチェンジの末、田川譲二をリーダーにしたムード歌謡調の曲もこなす末期GSスタイルで活動していたため、一時は商標問題が発生。ブルージーンズ時代の代表曲には『太陽に叫ぼう』（1969年）がある。『パパンパ・パン・パン』をはじめ、ルイ・高橋がソウルフルなヴォーカルをきかせる曲は、GSファンの間でも人気が高い。
1970年、メンバーを若手に一新して第3期に入って以降は、メンバーチェンジを繰り返す。メンバーや後輩のタレントへの指導は非常に厳しく、ミスをすると容赦なくステージから突き落とす等、スパルタ式制裁も辞さなかった。

## エレキ禁止令への対抗/学校訪問
第一期ブルージーンズ結成後しばらくして、エレキギターやグループ・サウンズは非行化の温床だという声が強まり、多くの学校でエレキギターやバンド活動が禁止にされた。高校生から寺内に手紙が届くようになり、寺内は各地の高校を訪ねて学校や保護者に理解を訴える活動を始めたが、ほとんどは門前払いで、校長が話を聞いてくれたのは3校だけだった。
そこで寺内は母校の土浦三高を訪ねると温かく迎えられ、寺内はブルージーンズと共に母校で演奏。これが1500校近くに及んだ「ハイスクールコンサート」の第1校目であった。そうしたなかで1967年に『レッツゴー運命』（ベートーヴェンの『運命』のリメイク。1967年11月30日発行のレコード・マンスリーのシングルチャートで5位を記録）で第9回日本レコード大賞編曲賞を受賞し、理解が広まったという。
1976年にはソ連在住の白血病の8歳の少女に生演奏を聴かせるため、3千万円の赤字を覚悟でソ連ツアーを決行。この最中の9月にベレンコ中尉亡命事件が起きたが、直後にアルメニアで行われた4万人規模のコンサートで通訳を通じステージからこの件に触れ、「平和を愛する者、人間を愛する者はVサインを掲げて立ち上がれ！」とピースサインと共に平和へのメッセージを発信、この時会場の大観衆がそれに応えたのみならず銃を持った警備担当の兵士達までもが銃を手放し胸に手を当てて応えたことから「音楽で平和を勝ち取った」と現地新聞で報道され、寺内は後生それを大事に取っておいたという。更に9月9日-12日に首都のモスクワ・スポーツ宮殿で行われたコンサートは、当局の妨害もなく連日満員となった。最終的に52日間のツアーが続けられ、42万人の観客を集めた。後に1981年（45日間、観客130万人）、1984年（43日間、観客57万人）にもソ連ツアーを開催した。
この功績が認められ1981年12月22日には日本国際連合協会から感謝状と国連平和賞、84年には文化功労賞と音楽功労賞をそれぞれ授与された。なお、この年にはブラジル、アルゼンチンでもツアーを行っている。
エレキが世間に認められるようになると、本格的にハイスクールコンサートをはじめとする活動を積極的に行うようになった。その折、S字結腸ガンで手術した。ハイスクールコンサートや息子への絶縁発言などは、一部のロックファンから、ロックじゃない、との批判も受けた。4月11日、神奈川県民ホールにて「不死鳥テリー！蘇る！コンサート」を開催。
2004年12月、エレキギターへの優れた演奏と青少年への情操教育への貢献が認められ、文化庁長官表彰を受けた。2005年6月には衆議院第一別館において、国会議員をはじめ関係者を集め「ハイスクールコンサート国会報告会」を開いた。
2006年11月、中学生対象のコンサートも始めるが、12月にうっ血性心不全と肺炎のため入院し2007年1月17日にカテーテル導入手術を受け1月22日に退院し、10日後にはまた演奏活動に復帰している。この時に持病の不整脈も治療し、「15歳から20代の心臓」とお墨付きをもらったそうである。
2008年には数々の社会貢献活動を多として緑綬褒章を受章した。
横浜市内に、高層マンションを何件か建てている。また、母校の関東学院大学で土木工学と土木建築の講座も持っていた。
1995年1月17日に起こった阪神・淡路大震災（奇しくも寺内の誕生日であった）で救助活動が遅れた反省を踏まえて、パニックが起きた際にも適切な避難誘導ができるように、災害対策車「非常災害用音響本部車」の開発に取り組み、2年後の1997年5月に完成させた。

## 晩年
2018年5月、健康上の理由により療養。予定されていたコンサートは中止され、広島県世羅郡世羅町の公演では、寺内抜きのブルージーンズでの演奏となった。同年8月末には、上記の影響で、寺内企画、テラオンともにホームページが閉鎖され、実質「活動休止」状態へとなった。しかし、同年9月には病状が回復し、12月には、モズライトカフェ（兵庫県神戸市）でのライブで復活を遂げた。先行きが不透明で全ての情報が途絶えていたなかでの「不死鳥テリー」の復活劇にファンは歓喜した。
2019年よりモズライトカフェを拠点に、偶数月にライブを開催するなど精力的に活動していた。2019年11月には、奈良県生駒郡三郷町の公演でホールコンサートを復活。2019年より長男の寺内章もバンドシンガーとしてブルージーンズに復帰し、参加した。
2020年1月17日、寺内の81歳の誕生日に、東京の原宿にあるクロコダイルで開催された「テリーバースデーライブ」では元バニーズの大石吾郎と西村協、HOUND DOG の西山毅、コンディション・グリーンの神鬼などがお祝いに駆け付けた。2020年11月11日、ニューアルバム「ミスター”エレキ”ザ・テリー・ワールド」（KM-0121~0122）が発売された。
2021年春に誤嚥性肺炎で入院し順調に回復の途上にあったが、同年6月18日に容態が急変し、同日20時37分、器質化肺炎のため、横浜市内の病院で死去した。82歳没。
2021年8月12日、『ギター･マガジン』2021年9月号「エレキの神様よ、永遠なれ。- 特集 - 追悼 寺内タケシ」が発売された。
2022年6月22日、ニューアルバム『寺内タケシギター･ソングス"ザ･スタンダード＋2”』（KM-0123~0124）が発売・配信、Blu-ray『寺内タケシエレキ！エレキ！エレキ！inYOKOHAMA』（KMB-0125）が発売された。
2023年6月21日、「ミスター”エレキ”ザ・テリー・ワールド」(アナログLP：KM-0155、CD：KM-0161)最新リマスター限定盤として発売された。

## 寺内タケシ記念館
ザ・ヒロサワ・シティ（茨城県筑西市）に2022年10月31日オープンし、前日には長男の章や生前親交があった大沢桃子らによる記念コンサートが開かれた。エレキギターや写真、ステージ衣装や賞状・トロフィーなど約1500点を展示しており、入場無料だが予約制。寺内タケシ東京後援会による記念館計画にシティ側が協力を申し出て実現した。

## 代表曲
オリジナル曲
- 太陽に叫ぼう（ブルー・ジーンズ）
- 太陽の花（寺内タケシとバニーズ）
- 悪魔のベビー（バニーズ）
- 真っ赤は危険（ブルージーンズ）
- 黒いカーネーション
- 羅生門
- ユア・ベイビー（リバプールサウンド時代到来を予期して加瀬邦彦が作曲したヴォーカル曲、後に「ザ・ワイルドワンズ」もカバー）
- ブルー・ジーンNo.1（加瀬邦彦作曲のオリジナル）
- 涙のギター
- 空飛ぶギター
- フィードバックギター
- 青春へのメッセージ（ヴォーカル曲）

クラシック音楽のカバー
- 「レッツゴー運命」運命（ベートーベン『交響曲第5番』）
- 未完成（シューベルト『交響曲第7番』）
- 熊蜂の飛行（リムスキー＝コルサコフ）
- ハンガリア舞曲（ブラームス）
- ペルシャの市場にて（アルバート・ケテルビー）
- 剣の舞（アラム・ハチャトゥリアン）
- ツィゴイネルワイゼン（サラサーテ）

日本民謡のカバー
- 津軽じょんがら節（青森県津軽地方）
- ノーエ節（静岡県）
- おけさ節（新潟県）
- 斉太郎節（宮城県）
- ソーラン節（北海道）
- 黒田節（福岡県）

編曲
- 夜空の星（加山雄三）
- 君が好きだから(加山雄三)
- 愛のリメンバー（寺内タケシとバニーズ）
- 太陽野郎（寺内タケシとバニーズ）
- 君よりほかに（寺内タケシとブルージーンズ）テイチク

その他
- パパンパ・パン・パン
- エル・クンバンチェロ
- キャラバン
- パイプライン
- ダイヤモンド・ヘッド
- イン・ザ・ムード
- 雷雲（RAIUN）（村下孝蔵の作曲）
- 軍艦マーチ
- 青い渚をぶっとばせ
- タイガーマスクのテーマ(2代目タイガーマスクの入場テーマ曲。)

## 著書
- 『エレキ部落の大統領』朝日書院、1968年
- 『愛のエレキ ロシアを翔ぶ』けいせい出版、1978年
- 『寺内タケシの手づくり課外教育』1981年
- 『海を越えて愛』講談社、1985年
- 『我は無なり、我は有なり』佼成出版社・ダルマブックス、1987年
- 『死ぬ気でやってみろ！』エール出版社・エールブックス、1989年
- 『バカやってるかい エレキバカひとすじ50年、だから道は開けた』ごま書房、1995年
- 『テケテケ伝』講談社、2000年
- 『断腸の思い』マキノ出版、2004年 ※闘病記
- 『誰が為に俺は弾くのか』佼成出版社、2012年